# Friedrich von Dewitz (Politiker, 1813)
Friedrich Adolf Dietrich von Dewitz, mitunter verkürzt Fritz von Dewitz, unter Beifügung des Gutsnamens auch von Dewitz-Cölpin (* 3. Juli 1813 in Cölpin; † 14. Dezember 1888 in Malchin) war Gutsbesitzer in Mecklenburg und Mitglied des Deutschen Reichstags.

## Leben
Friedrich von Dewitz (Nr. 501 der Geschlechtszählung) und wurde als Gutsbesitzersohn in Cölpin bei Neubrandenburg geboren. Er absolvierte 1828 das Gymnasium Carolinum in Neustrelitz und 1834 ein Studium in Göttingen, wo er 1835 dem Corps Vandalia  beitrat. Als Nachfolger des Vaters war er später selbst Gutsbesitzer auf Cölpin und Roggenhagen. Ab 1844 war v. Dewitz als Deputierter des ritterschaftlichen Kreises Stargard Mitglied des Engeren Ausschußes, der landständischen Mitregierung von Mecklenburg. Ab 1867 übte er das Amt des Vizelandmarschalls der Herrschaft Stargard aus.
Von 1878 bis 1881 war er Mitglied des Deutschen Reichstags für den Reichstagswahlkreis Großherzogtum Mecklenburg-Strelitz und die Deutschkonservative Partei. Er starb während eines Besuchs des mecklenburgischen Landtags in Malchin und wurde in Cölpin begraben.

## Familie
Friedrich von Dewitz war seit 1838 mit Thekla (Amalie Karoline Albertine Johanne Sophie), geb. Freiin von Maltzahn (1819–1902) verheiratet, einer Tochter des Diplomaten und preußischen Kammerherrn Helmuth von Maltzahn (1792–1860) auf Zettemin und Wüstgrabow. Zu seinen Söhnen zählten der mecklenburg-strelitzsche Staatsminister Friedrich von Dewitz und der mecklenburg-strelitzsche Hausmarschall Otto (Balthasar) von Dewitz.